# John Bates Clark Medal
John Bates Clark Medal (Medal Johna Batesa Clarka) – wyróżnienie przyznawane za znaczący wkład w rozwój nauki i myśli ekonomicznej przez Amerykańskie Towarzystwo Ekonomiczne; przyznawane najzdolniejszym młodym naukowcom, którzy nie przekroczyli 40. roku życia; w latach 1947–2009 przyznawane co dwa lata, a od 2010 roku corocznie.
John Bates Clark Medal został ufundowany w celu uczczenia pamięci amerykańskiego ekonomisty Johna Batesa Clarka (1847–1938), współzałożyciela Amerykańskiego Towarzystwa Ekonomicznego, i przyznany po raz pierwszy w 100. rocznicę urodzin Clarka w 1947 roku.
Ranga wyróżnienia jest porównywana często z rangą Nagrody Nobla w dziedzinie ekonomii. Dotychczas 12 ekonomistów wyróżnionych medalem – 1/3 wszystkich medalistów – zostało w późniejszym okresie nagrodzonych Nagrodą Nobla, dlatego wyróżnienie to jest uznawane za zapowiedź przyszłych noblistów. Czasem wyróżnienie określane jest mianem „baby Nobel”, lecz nie jest związane z żadną nagrodą pieniężną. Wyróżnieni medalem późniejsi Nobliści otrzymywali nagrodę Nobla średnio 22 lata po otrzymaniu medalu.
Według analizy badaczy z instytutu CESifo,otrzymanie medalu wiąże się ze wzrostem wydajności pracy badawczej oraz zwiększonej liczby cytowań.

## Lista nagrodzonych
| Rok  | Osoba nagrodzona      | Instytucja                              | Obywatelstwo               | Nagroda Nobla |
| 1947 | Paul A. Samuelson     | Massachusetts Institute of Technology   | Stany Zjednoczone          | 1970          |
| 1949 | Kenneth E. Boulding   | Uniwersytet Michigan                    | Wielka Brytania            |               |
| 1951 | Milton Friedman       | Uniwersytet Chicagowski                 | Stany Zjednoczone          | 1976          |
| 1953 | Nagrody nie przyznano | Nagrody nie przyznano                   | Nagrody nie przyznano      |               |
| 1955 | James Tobin           | Uniwersytet Yale                        | Stany Zjednoczone          | 1981          |
| 1957 | Kenneth J. Arrow      | Uniwersytet Stanforda                   | Stany Zjednoczone          | 1972          |
| 1959 | Lawrence R. Klein     | Uniwersytet Pensylwanii                 | Stany Zjednoczone          | 1980          |
| 1961 | Robert M. Solow       | Massachusetts Institute of Technology   | Stany Zjednoczone          | 1987          |
| 1963 | Hendrik S. Houthakker | Uniwersytet Harvarda                    | Holandia                   |               |
| 1965 | Zvi Griliches         | Uniwersytet Chicagowski                 | Izrael                     |               |
| 1967 | Gary S. Becker        | Uniwersytet Chicagowski                 | Stany Zjednoczone          | 1992          |
| 1969 | Marc Leon Nerlove     | Uniwersytet Yale                        | Stany Zjednoczone          |               |
| 1971 | Dale W. Jorgenson     | Uniwersytet Harvarda                    | Stany Zjednoczone          |               |
| 1973 | Franklin M. Fisher    | Massachusetts Institute of Technology   | Stany Zjednoczone          |               |
| 1975 | Daniel McFadden       | Uniwersytet Kalifornijski w Berkeley    | Stany Zjednoczone          | 2000          |
| 1977 | Martin S. Feldstein   | Uniwersytet Harvarda                    | Stany Zjednoczone          |               |
| 1979 | Joseph E. Stiglitz    | Uniwersytet Oksfordzki                  | Stany Zjednoczone          | 2001          |
| 1981 | A. Michael Spence     | Uniwersytet Harvarda                    | Stany Zjednoczone          | 2001          |
| 1983 | James J. Heckman      | Uniwersytet Chicagowski                 | Stany Zjednoczone          | 2000          |
| 1985 | Jerry A. Hausman      | Massachusetts Institute of Technology   | Stany Zjednoczone          |               |
| 1987 | Sanford J. Grossman   | Uniwersytet w Princeton                 | Stany Zjednoczone          |               |
| 1989 | David M. Kreps        | Uniwersytet Stanforda                   | Stany Zjednoczone          |               |
| 1991 | Paul R. Krugman       | Massachusetts Institute of Technology   | Stany Zjednoczone          | 2008          |
| 1993 | Lawrence H. Summers   | Bank Światowy                           | Stany Zjednoczone          |               |
| 1995 | David Card            | Uniwersytet w Princeton                 | Kanada                     |               |
| 1997 | Kevin M. Murphy       | Uniwersytet Chicagowski                 | Stany Zjednoczone          |               |
| 1999 | Andrei Shleifer       | Uniwersytet Harvarda                    | Stany Zjednoczone          |               |
| 2001 | Matthew Rabin         | Uniwersytet Kalifornijski w Berkeley    | Stany Zjednoczone          |               |
| 2003 | Steven Levitt         | Uniwersytet Chicagowski                 | Stany Zjednoczone          |               |
| 2005 | Daron Acemoğlu        | Massachusetts Institute of Technology   | Turcja · Stany Zjednoczone | 2024          |
| 2007 | Susan C. Athey        | Massachusetts Institute of Technology   | Stany Zjednoczone          |               |
| 2009 | Emmanuel Saez         | Uniwersytet Kalifornijski w Berkeley    | Francja                    |               |
| 2010 | Esther Duflo          | Massachusetts Institute of Technology   | Francja                    | 2019          |
| 2011 | Jonathan Levin        | Uniwersytet Stanforda                   | Stany Zjednoczone          |               |
| 2012 | Amy Finkelstein       | Massachusetts Institute of Technology   | Stany Zjednoczone          |               |
| 2013 | Raj Chetty            | Uniwersytet Harvarda                    | Stany Zjednoczone          |               |
| 2014 | Matthew Gentzkow      | Uniwersytet Chicagowski                 | Stany Zjednoczone          |               |
| 2015 | Roland G. Fryer, Jr.  | Uniwersytet Harvarda                    | Stany Zjednoczone          |               |
| 2016 | Julij Sannikow        | Uniwersytet w Princeton                 | Ukraina                    |               |
| 2017 | Dave Donaldson        | Uniwersytet Stanforda                   | Kanada                     |               |
| 2018 | Parag Pathak          | Massachusetts Institute of Technology   | Stany Zjednoczone          |               |
| 2019 | Emi Nakamura          | Uniwersytet Kalifornijski w Berkeley    | Stany Zjednoczone          |               |
| 2020 | Melissa Dell          | Uniwersytet Harvarda                    | Stany Zjednoczone          |               |
| 2021 | Isaiah Andrews        | Uniwersytet Harvarda                    | Stany Zjednoczone          |               |
| 2022 | Oleg Itskhoki         | Uniwersytet Kalifornijski w Los Angeles | Stany Zjednoczone          |               |
| 2023 | Gabriel Zucman        | École normale supérieure de Paris       | Francja                    |               |
| 2024 | Philipp Strack        | Uniwersytet Yale                        | Niemcy                     |               |